# PolskiBus.com

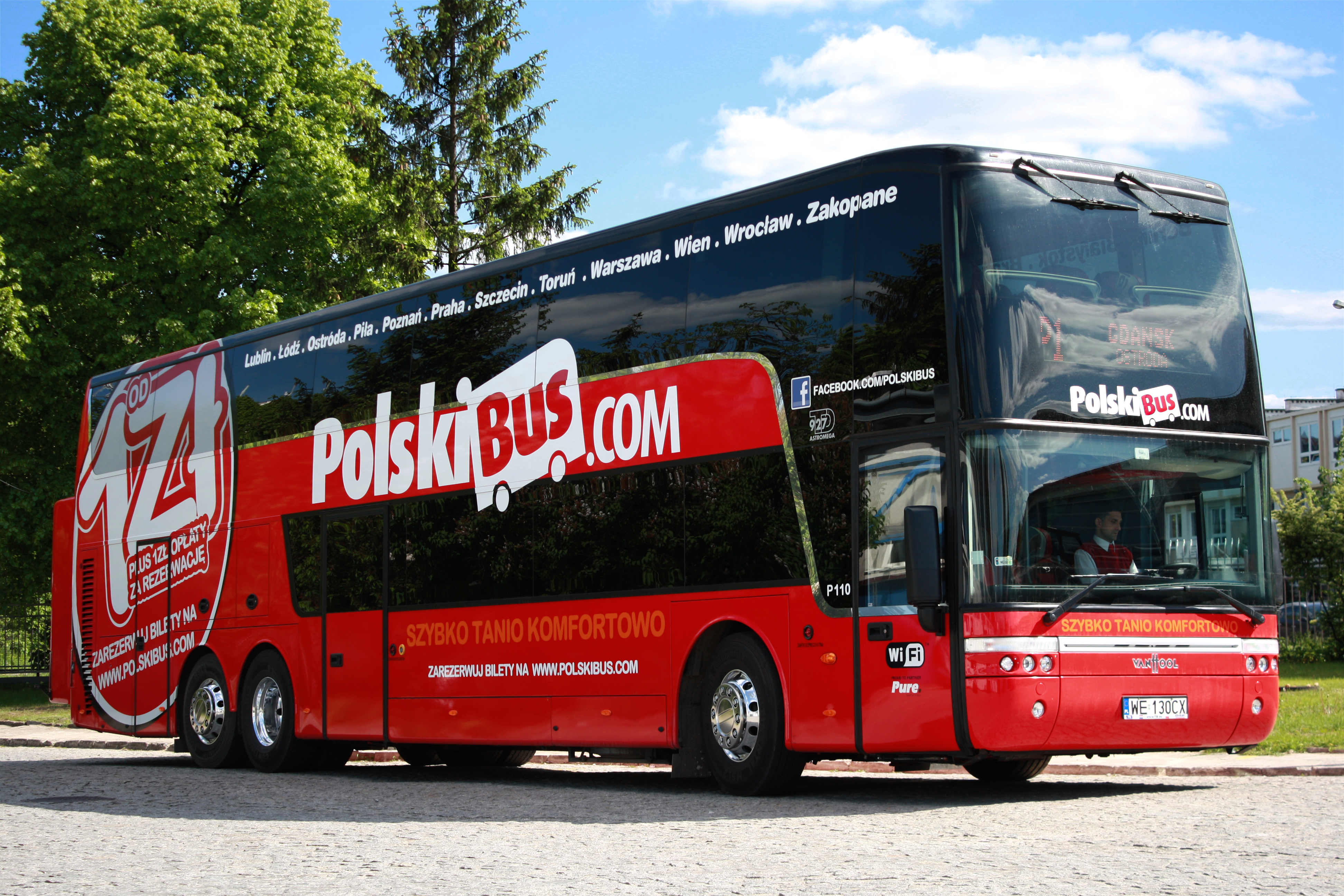
Van Hool TD 927 Astromega

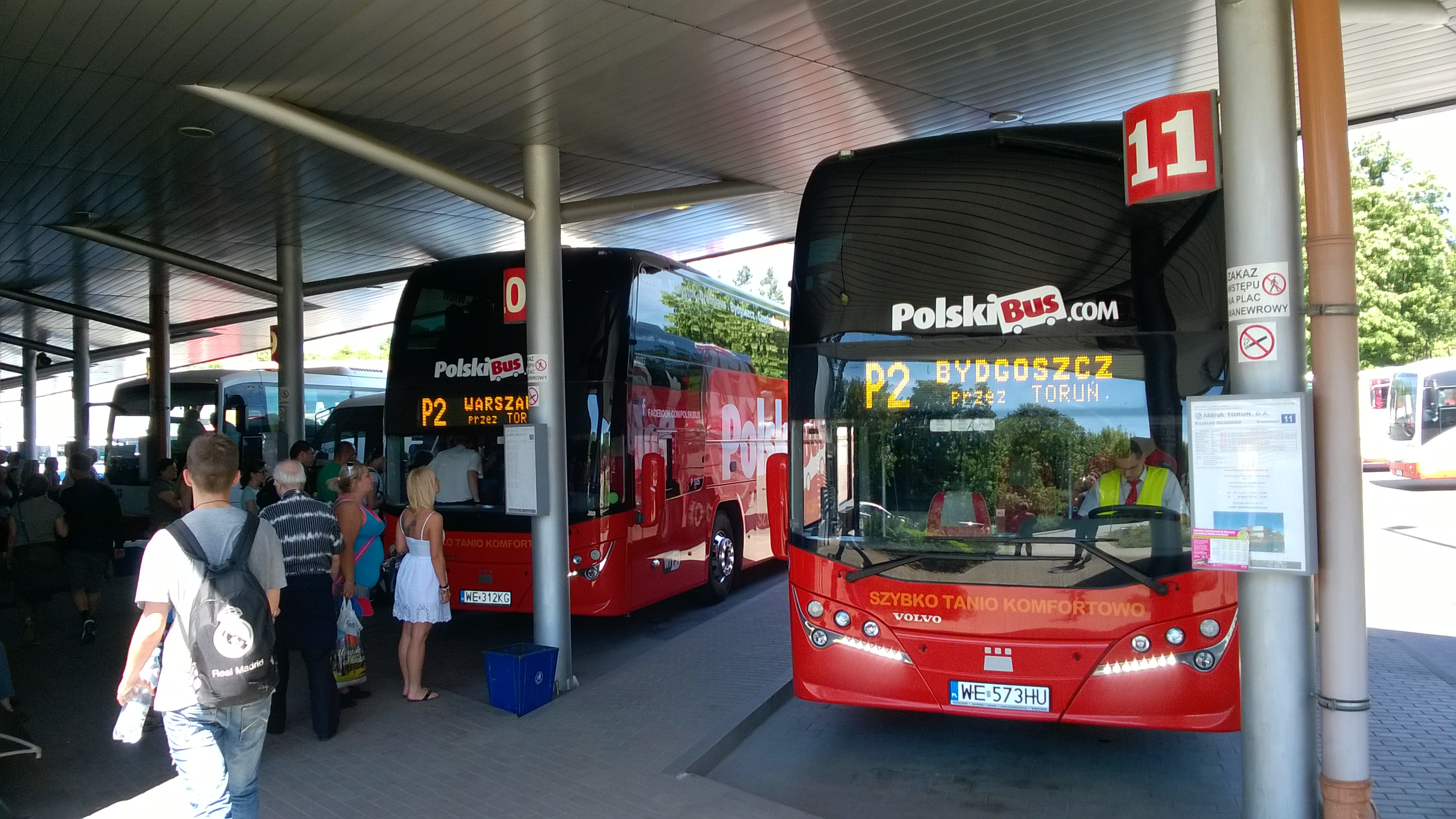
Autokary przewoźnika na dworcu autobusowym w Toruniu

Souter Holdings Poland (marka handlowa: PolskiBus.com) – polski przewoźnik autokarowy ze szkockim kapitałem, świadczący usługi komunikacji ekspresowej na trasach krajowych i międzynarodowych.
Przedsiębiorstwo weszło na polski rynek w czerwcu 2011 roku. Funkcjonowało na zasadzie first minute – co oznacza, że im bardziej odległy termin i im mniej pasażerów zarezerwowało bilet na dany kurs, tym tańszy bilet. Zakup biletów odbywa się przede wszystkim przez Internet, ale jest możliwy także w stacjonarnych punktach sprzedaży. Od grudnia 2017 roku przedsiębiorstwo nie prowadziło działalności pod własną marką, lecz świadczyło usługi przewozowe dla niemieckiej platformy Flixmobility, która jest właścicielem marki Flixbus. Na przestrzeni lat 2018 i 2019 kolejne trasy obsługiwane dotychczas przez SHP były stopniowo przekazywane innym przedsiębiorstwom przewozowym, natomiast w styczniu 2020 roku ogłoszono, że SHP zakończą obsługę tras Flixbus 1 kwietnia 2020 r., a tym samym SHP zakończy działalność w Polsce. 

## Działalność jako PolskiBus.com

### Udział w rynku
Według informacji kierownictwa spółki na połowę roku 2012 z jej usług korzystało miesięcznie ponad 100 tysięcy pasażerów. Na koniec roku 2012 podano informację, że od debiutu przewoźnik obsłużył 2 mln pasażerów (w roku 2011 ogółem z transportu autobusowego skorzystało 800 mln osób, a przewozy na odległości większe niż 150 km to ok. 2% rynku). W połowie stycznia 2014 roku przewoźnik podał, że od początku swojej działalności przewiózł 5 milionów pasażerów, z tego milion przypadł na okres od połowy września 2013 do połowy stycznia 2014 roku. W listopadzie podał natomiast, że przewiózł już 10 mln pasażerów w ciągu 3,5 roku działalności. W styczniu 2016 roku liczba ta przekroczyła 16 milionów pasażerów.
Przewoźnik został wyróżniony w National Champion w konkursie European Business Award 2014/15 w kategorii The Award for Customer Focus. Wyróżnienie uzyskuje się za szczególne uwzględnianie potrzeb klienta podczas pełnionych usług, jak również przedsiębiorstwo ma rozwijać się w sposób dynamiczny.

### Trasy
PolskiBus w ramach swojej platformy internetowej sprzedawał również bilety na połączenia innych przewoźników, m.in. Polonus, Żak Express, Garden Express, Arriva Bus, FlixBus, czy też Voyager. Ponadto od lipca 2017 roku oferował bilety kolejowe na wakacyjnej trasie Bydgoszcz – Gdańsk – Hel. Połączenie obsługuje Arriva.
| Numer linii | Trasa |
| ----------- | --- |
| P1          | Warszawa – Mława – Ostróda – Elbląg – Gdańsk |
| P2          | Warszawa – Płock – Włocławek – Toruń – Bydgoszcz |
| P3          | Warszawa – Łódź – Poznań – Berlin Schönefeld – Berlin ZOB |
| P4          | Warszawa – Łódź – Wrocław – Praga |
| P5          | Warszawa – Częstochowa – Katowice – Brno – Wiedeń – Bratysława                                                                                                |
| P6          | Warszawa – Radom – Kielce – Kraków – Zakopane Warszawa – Radom – Kielce – Kraków – Katowice – Praga Warszawa – Radom – Kielce – Kraków – Donovaly – Budapeszt |
| P7          | Warszawa – Lublin |
| P10         | Warszawa – Radom – Ostrowiec Św. – Sandomierz – Rzeszów |
| P12         | Gdańsk – Toruń – Łódź – Częstochowa – Katowice – Kraków – Katowice – Brno – Wiedeń Gdańsk – Toruń – Łódź – Częstochowa – Katowice – Kraków – Rzeszów          |
| P13         | Gdańsk – Bydgoszcz – Poznań – Leszno – Wrocław – Praga |
| P14         | Berlin ZOB – Berlin Schönfeld – Wrocław – Katowice – Kraków – Rzeszów Wrocław – Katowice – Kraków – Budapeszt Kraków – Wrocław                                |
| P15         | Wrocław – Katowice |
| P16         | Berlin ZOB – Berlin Schönefeld – Wrocław – Katowice – Kraków – Zakopane                                                                                       |
| P22         | Rzeszów – Tarnów – Kraków – Katowice – Brno – Wiedeń |
| P24         | Gdańsk – Toruń – Poznań – Berlin Schönfeld – Berlin ZOB |
| P30         | Warszawa – Radom – Skarżysko-Kamienna – Kielce |
| P33         | Warszawa – Radom – Kielce – Kraków – Krynica-Zdrój |

### Autokary

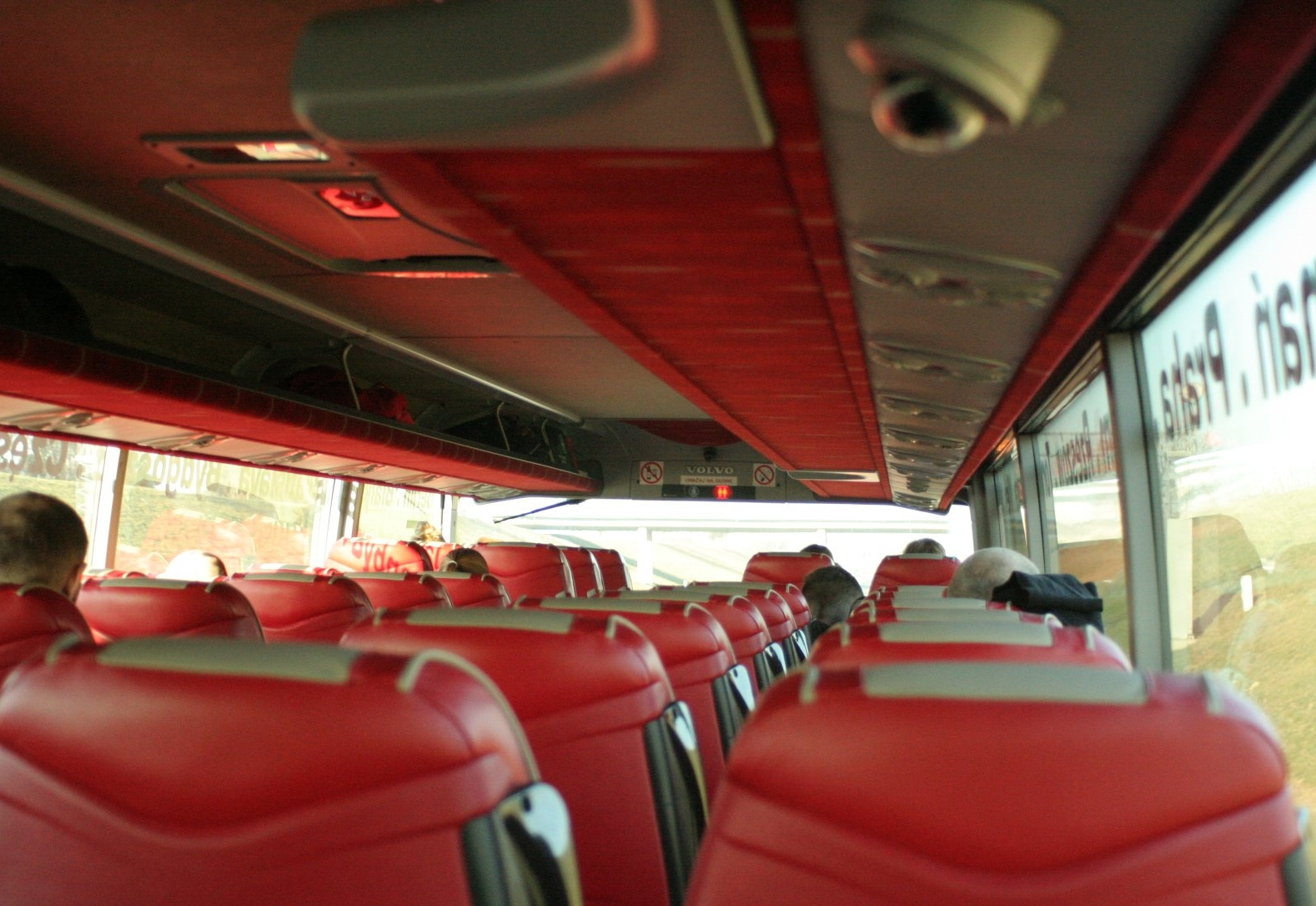
Wnętrze autobusu Polski Bus relacji Warszawa – Elbląg

Przed uruchomieniem połączeń na terenie Polski, zarząd Souter Holdings Poland przeanalizował oferty od wielu producentów autokarów i wybrał najkorzystniejszą od belgijskiego  przedsiębiorstwa Van Hool. O wyborze zadecydowała m.in. cena oraz niskie spalanie i niewielkie koszty eksploatacji tych autokarów. Do 2014 r. flota PolskiegoBusa składała się wyłącznie z autokarów TD921 Altano (70 miejsc dla pasażerów) oraz dwupokładowych TD927 Astromega (89 miejsc dla pasażerów) i TDX27 Astromega (89 miejsc). Od 20 sierpnia 2014 roku do floty PolskiBus.com dołączyły autokary Plaxton Elite na podwoziu Volvo B11R posiadające 75 miejsc dla pasażerów.
Na pokładzie każdego pojazdu pasażerowie mieli dostęp do bezpłatnego internetu, gniazdek elektrycznych znajdujących się pod każdym siedzeniem, a także klimatyzacji oraz skórzanych, rozkładanych foteli. Autokary posiadały również udogodnienia dla niepełnosprawnych podróżnych.
| Model                    | Liczba miejsc pasażerskich | Rok produkcji | Liczba sztuk |
| ------------------------ | -------------------------- | ------------- | ------------ |
| Van Hool TD921 Altano    | 70                         | 2011          | 23           |
| Van Hool TD927 Astromega | 89                         | 2012          | 19           |
| Van Hool TDX27 Astromega | 89                         | 2013          | 32           |
| ADL Plaxton „Elite” i    | 75                         | 2014          | 45           |
| RAZEM:                   | RAZEM:                     | RAZEM:        | 119          |

## Integracja z FlixBus

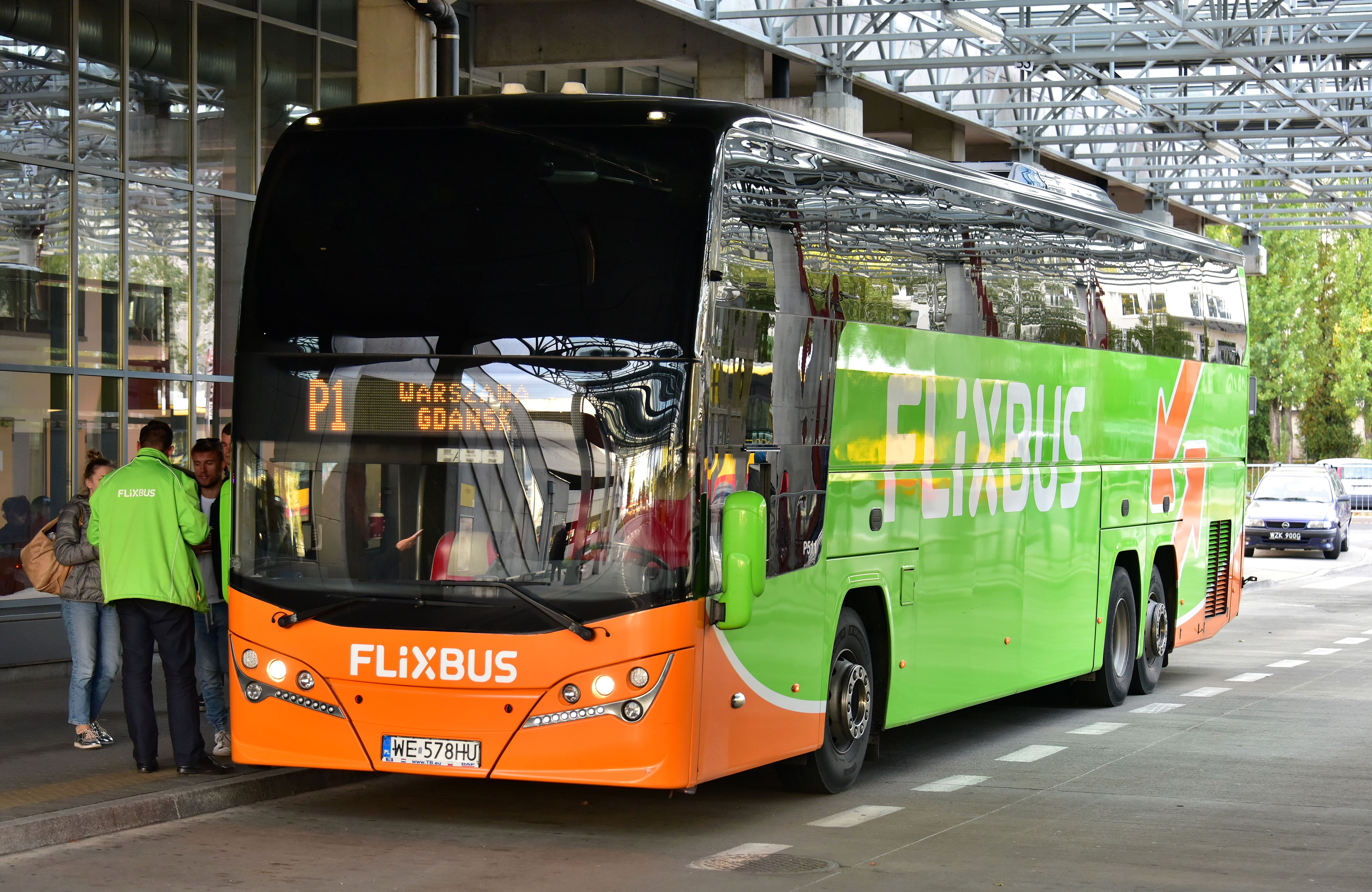
Autokar ADL Plaxton Elite należący do Souter Holdings Poland w barwach FlixBus obsługujący połączenie na trasie Warszawa — Gdańsk

W 2016 roku PolskiBus.com nawiązał współpracę z niemieckim przewoźnikiem FlixBus. W ramach siatki połączeń FlixBus były sprzedawane bilety na zagraniczne trasy PolskiBus.com, natomiast PolskiBus sprzedawał bilety na połączenia FlixBusa skomunikowane z przesiadką w Berlinie, m.in. do Zurychu, Amsterdamu i Bonn.
18 grudnia 2017 podano do wiadomości publicznej o przejęciu siatki połączeń PolskiBus.com przez niemieckiego przewoźnika FlixBus. W 2018 roku nastąpił proces rebrandingu, w ramach którego przemalowano czerwone autokary w zielono-pomarańczowe barwy FlixBusa, zmieniono system wyszukiwania połączeń i sprzedaży biletów, integrując go ze stroną internetową FlixBus. Starsze pojazdy przystosowano do wymogów nowego przewoźnika – zwiększono przestrzeń między fotelami, podniesiono komfort podróży. Zmieniono także siatkę połączeń, wprowadzając nowy rozkład jazdy. Souter Holdings Poland stał się jedynie podwykonawcą FlixBus Polska Sp.z o.o., podobnie jak kilkanaście innych firm przewozowych w Polsce.
Połączenia FlixBus w Polsce, które są obsługiwane przez Souter Holdings Poland, realizowane są za pomocą autokarów, które dawniej jeździły w barwach PolskiBus.com. Ze względu na wymóg FlixBusa dotyczący wieku autokarów, który nie może przekraczać 7 lat, większość floty przewoźnika została wycofana na przełomie 2018 i 2019 roku. Ostatecznie w styczniu 2020 roku poinformowano, że ostatnie autokary należące do SHP znikną z polskich dróg do 1 kwietnia tego roku. Obsługę tych tras przejmą inni przewoźnicy dysponujący nowszą flotą autokarów, natomiast SHP całkowicie zakończy działalność przewozową w Polsce